# 11401 Pierralba
11401 Pierralba eller 1999 AF25 är en asteroid i huvudbältet som upptäcktes den 15 januari 1999 av OCA–DLR Asteroid Survey (ODAS). Den är uppkallad efter Pierre Albanese.
Asteroiden har en diameter på ungefär 4 kilometer.